# Эфирные масла

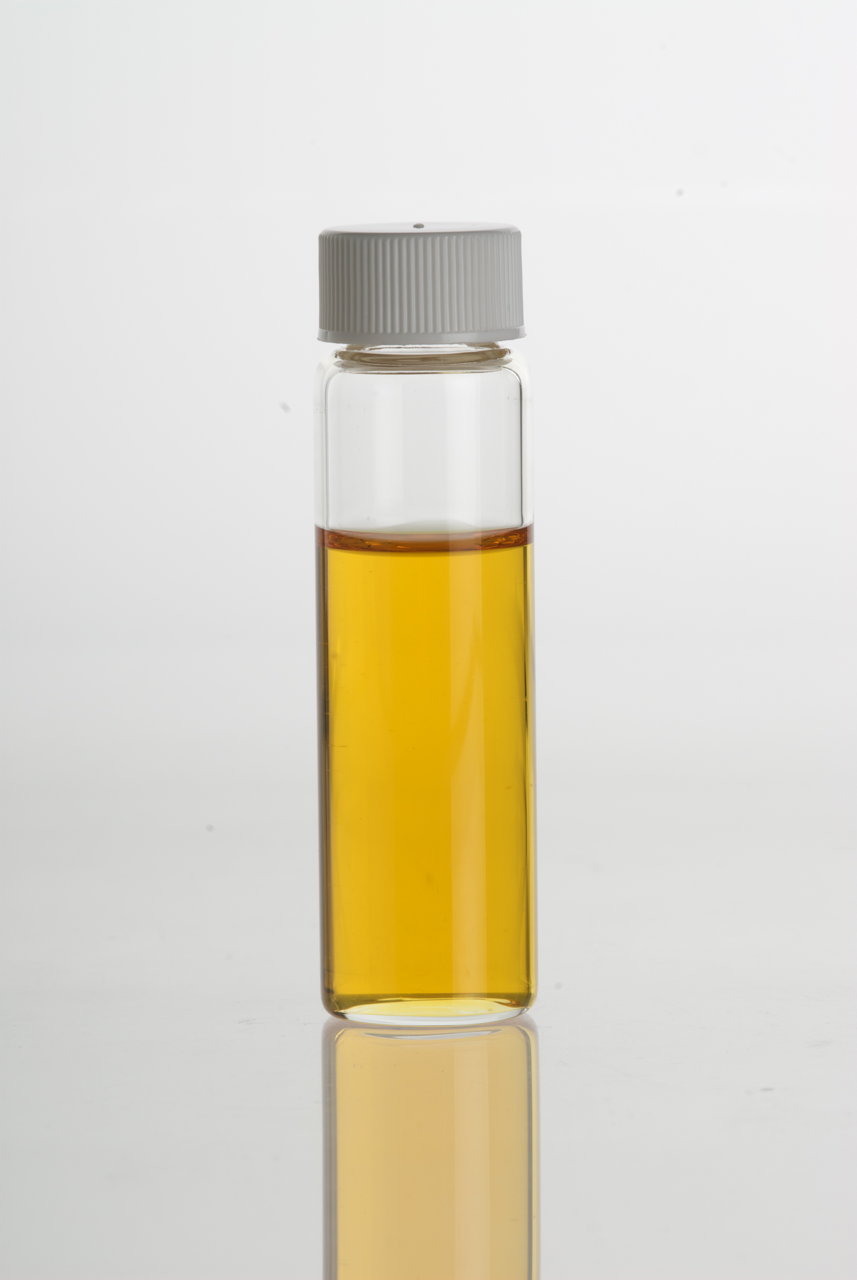
Эфирное масло

Эфи́рные масла — маслянистые, нерастворимые в воде жидкости, содержащие летучие биохимические соединения растений с характерным сильным запахом и вкусом.

## Описание
Эфирные масла образуются в растениях и являются их вторичными метаболитами. Эфиромасличные растения богаты эфирными маслами и используются для их получения. В отличие от настоящих жиров большинство эфирных масел, состоящих из лёгких фракций, не оставляют жировых пятен на бумаге, потому что испаряются (улетучиваются) уже при комнатной температуре. При этом многие эфирные масла, такие как кедр атласский и гималайский, сандал белый, нард, пачули, ветивер, мирра, в основном состоят из мало летучих сесквитерпенов и сесквитерпеновых спиртов, которые оставляют жирное пятно на бумаге и испаряются лишь частично. В чистом виде их получают перегонкой с водяным паром, поглощая жирами, выжимают под прессом или же экстрагируют жидкой углекислотой и другими растворителями. В фитотерапии (ароматерапии и т. п.) их употребляют не только очищенными (см. абсолют (парфюмерия)), например, для ингаляций, но и в настойках (эссенциях), которые делают на спирте, учитывая нерастворимость терпенов в воде, или в напарах, как скажем, это делают с листьями шалфея или эвкалипта для полоскания. Большинство эфирных масел хорошо растворяется спиртом, бензином, эфиром, липидами и жирными маслами, восками и другими липофильными веществами, и в таких формах очень широко используются в парфюмерно-косметической промышленности. Эфирные масла находят также применение в пищевой промышленности — в пряностях и специях.
Международная организация по стандартизации дала современное определение термина «эфирное масло» — это продукт, полученный из натурального сырья либо путем дистилляции водой и паром, либо из эндокарпия цитрусовых путем механической обработки, либо путем сухой дистилляции.
Эфирные масла различают и называют, исходя из растений, из которых их получают: мятное, лавандовое, розовое и прочие. Каждое из них представляет смесь химических соединений — терпенов и их производных (терпеноидов). Терпены — углеводороды и характерны тем, что в молекулах у них много ненасыщенных углеродных связей, которые обусловливают высокую химическую активность этих веществ.

## Основные компоненты
Эфирные масла представляют собой сложные вещества, состоящие из многокомпонентных смесей, содержащих сотни химических веществ. В состав эфирных масел входят терпены и терпеноиды, ароматические соединения, предельные и непредельные углеводороды, альдегиды, органические кислоты и спирты, их сложные эфиры, а также гетероциклические соединения, амины, фенолы, органические сульфиды, оксиды и др.
Терпены являются самым большим классом химических веществ, содержащихся в эфирных маслах. Существует несколько классов терпенов, однако наиболее важными в эфирных маслах являются монотерпены и сесквитерпены. Характерный запах эфирных масел обусловлен этими двумя группами химических веществ. Модификация терпенов или сесквитерпенов, как правило, в результате окисления или перестройки скелетной структуры молекулы, дает различные терпеноиды. Наиболее важными являются реакции окисления, которые создают множество подгрупп, таких как спирты, альдегиды, фенолы, простые эфиры и кетоны. Таким образом, эфирные масла широко варьируются по своему составу.
Выбор показателей качества эфирных масел зависит от сферы применения, и определяется их натуральностью, парфюмерными, фармакологическими и вкусо-ароматическими свойствами.
Состав эфирных масел зависит от вида растения, его хемотипа, погодных условий в год сбора, условий хранения сырья, способа извлечения эфирных масел, а также нередко от длительности и условий хранения.

## Растения-сырьё для производства эфирных масел
Для производства эфирных масел применяют самые различные растения. Те из них, которые содержат высокие концентрации летучих веществ и широко используются на практике, называют эфиромасличными растениями (см. также Пряные растения).
- Ажгон, семена
- Аир, корень
- Альпиния, корень
- Амирис, древесина
- Анис, плоды — анисовое масло
- Апельсин, цедра — апельсиновое масло
- Арника, цветы, корни
- Базилик, листья, верхние части стеблей с цветами — масло эвгенольного базилика
- Бальзамовое дерево Толу, застывший бальзам, собираемый с деревьев
- Бархатцы (Тагетес), цветущие растения, наземная часть растения — масло бархатцев
- Бергамот, кожура — бергамотное масло
- Берёза белая, почки, листья, ветки
- Берёза вишнёвая, кора
- Бессмертник (цмин), цветущие верхушки растения
- Болдо, листья
- Борония, цветы
- Бучу, сухие листья
- Валериана, корни и корневища в весенний период вегетации
- Ваниль, плоды
- Вербена лимонная, наземная часть
- Ветивер, корни — ветиверовое масло
- Восковница, листья
- Гардения жасминовая, цветки
- Гваяковое дерево, древесина
- Гвоздика, почки, листья, цветки, ветки — гвоздичное масло
- Герань розовая/Пеларгония розовая, всё растение — гераниевое масло
- Гиацинт, цветы
- Гибискус, семена
- Горчица, семена — горчичное масло
- Грейпфрут, кожура — грейпфрутовое масло
- Грушанка, листья
- Девясил высокий, сухие корни
- Девясил душистый, корни, цветущая часть
- Диптерикс душистый, бобы Тонка
- Донник, сухие цветы
- Дубовый мох, всё растение
- Душица обыкновенная, цветы
- Душица испанская, цветы
- Дягиль, корень
- Ель, хвоя (смола, см. Сосна)
- Жасмин, цветы — масло жасмина
- Иланг-иланг (Кананга), свежие цветки — иланг-иланговое масло/кананговое масло
- Иллициум настоящий, плоды, листья
- Имбирь, корень
- Ирис, корень — ирисовое масло
- Иссоп, цветки, листья
- Календула лекарственная, цветки
- Камфорный лавр, древесина, кора
- Кардамон, семена
- Кассия, цветы — масло кассии
- Каяпут, листья, ветки
- Кедр, древесина (смола, см. Сосна) — кедровое эфирное масло
- Кервель, семена
- Кипарис, хвоя, побеги, шишки
- Клиноног, цветущая верхняя часть растения
- Кмин тминовый, семена
- Копаифера лекарственная, ствол дерева — копайский бальзам
- Копытень канадский, сухие корни
- Кориандр, размолотые семена — кориандровое масло
- Корица, кора, листья — коричное масло
- Костус, корни
- Критмум морской, цветы и плоды с небольшим количеством листьев
- Кротон, кора
- Куркума длинная, корни
- Лаванда (Lavandula vera), всё растение — лавандовое масло
- Лаванда хлопковая, семена — лавандиновое масло
- Лавр американский, листья
- Лавр благородный, сухие листья и ветки — лавровое масло
- Ладанное дерево, смола дерева (ладан, ладанная камедь)
- Лайм, весь плод или незрелая кожица
- Левзея, плоды
- Лиатрис пахучая, листья
- Литцея, плоды
- Лимон, свежая корка — эфирное масло лимона
- Лимонная трава, сухая трава — лемонграссовое масло
- Лимонник китайский, всё растение
- Линалоэ, семена, листья, побеги, древесина
- Липа обыкновенная, цветки
- Лиственница сибирская, хвоя, живица
- Лотос, цветы
- Лук репчатый, луковица
- Любисток лекарственный, корни, листья, семена
- Майоран сладкий, сухие цветы и листья
- Мандарин, кожура — мандариновое масло
- Манука, листья, ветки
- Марь, наземная часть, семена
- Мелисса, верхушки стеблей с цветами
- Метельник прутьевидный, цветы
- Мимоза, цветы
- Миндаль горький, плоды
- Мирокарпус, древесина
- Мироксилон, бальзам, древесина, плоды
- Мирра, смола или зелёные части растения
- Мирт, листья, ветки
- Можжевельник, ягоды (шишкоягоды), древесные отходы, опилки — можжевёловое масло
- Морковь, семена
- Мускатный орех, семена, оболочка семян — эфирные масла из мускатного ореха
- Мята колосистая, листья, цветущие верхушки — масло мяты кудрявой
- Мята перечная, листья, цветущие верхушки — масло мяты перечной/эфирное масло мяты
- Найоли, листья
- Нард, корни
- Нарцисс, цветки
- Пальмароза, свежая или сухая трава
- Пачули, высушенные листья и трава — масло пачули
- Перец чёрный, семена
- Петитгрейн, листья, побеги — петигреновое масло
- Петрушка огородная, семена и свежие листья, побеги (иногда корни)
- Пижма, наземная часть
- Пихта, хвоя, шишки, молодые ветки — Пихтовое масло
- Полынь горькая, цветы, листья
- Полынь обыкновенная, цветы, листья
- Нероли/Померанец, цветы — неролиевое масло/померанцевое масло
- Равинтсара, листья
- Роза, цветки Rosa damascena и др. видов — розовое масло
- Розмарин, цветущая верхушка или всё растение — розмариновое масло
- Розовое дерево, ствол — масло розового дерева
- Ромашка голубая, соцветия
- Ромашка марокканская, цветки и трава
- Ромашка римская, цветы — ромашковое масло
- Рута душистая, всё растение
- Сандал, корни и древесная сердцевина — сандаловое масло
- Саро (Cinnamosma fragrans[англ.], Canellaceae), свежие листья
- Сассафрас, кора
- Сельдерей, семена, листья
- Смолоносица, корни, наземная часть растения
- Сосна канадская, хвоя
- Сосна обыкновенная, хвоя, молодые ветки (живица, скипидар) — эфирное масло сосны
- Стиракс, выделения из под коры (бензоин, смола)
- Танжерин (Мандарин) (Цитрус), кожура
- Тимьян, цветущая надземная часть
- Тмин, зрелые плоды (семена)
- Тубероза, свежие бутоны
- Туя, листья, побеги и кора
- Тысячелистник, сухая трава
- Укроп огородный, семена, листья, стебли — укропное масло
- Фенхель, размельчённые семена — фенхелевое масло
- Ферула, млечный сок
- Фиалка душистая, листья, цветы — масло фиалки душистой
- Фисташка мастиковая, живица, листья
- Хмель обыкновенный, шишки
- Хо-дерево, листья и молодые побеги
- Хрен, корни
- Цитронелла, трава — цитронелловое масло
- Чабер горный, высушенная трава
- Чабер садовый, всё растение
- Чайное дерево, листья — масло чайного дерева
- Чеснок полевой, луковицы
- Шалфей лекарственный, соцветия в момент цветения
- Шалфей мускатный, высушенное растение — масло мускатного шалфея
- Эвкалипт, листья Eucaliptus globulis и др. видов — эвкалиптовое масло
- Canarium luzonicum, смола Элеми
- Эстрагон/Тархун, наземная часть
- Яборанди, листья

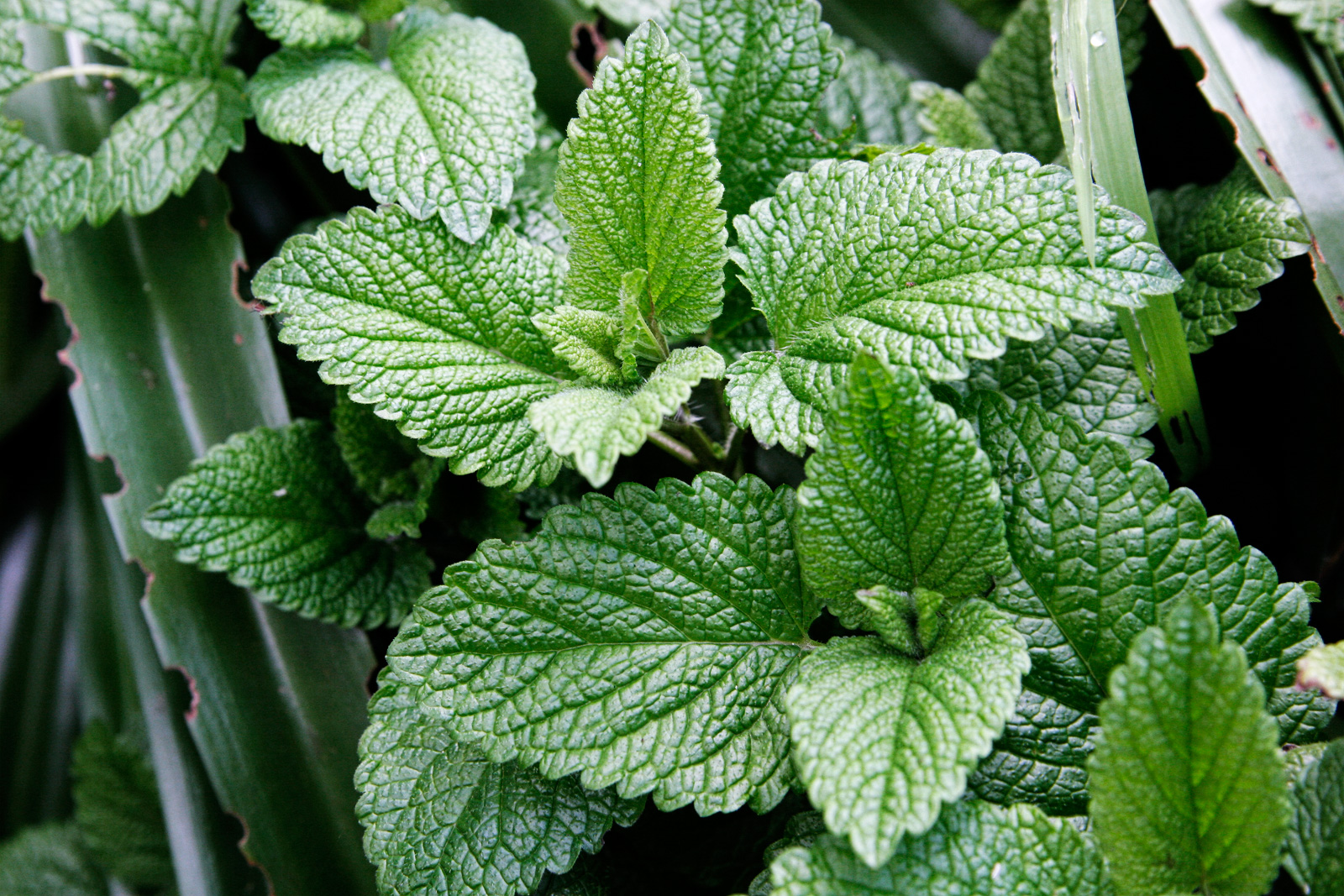
Мята перечная
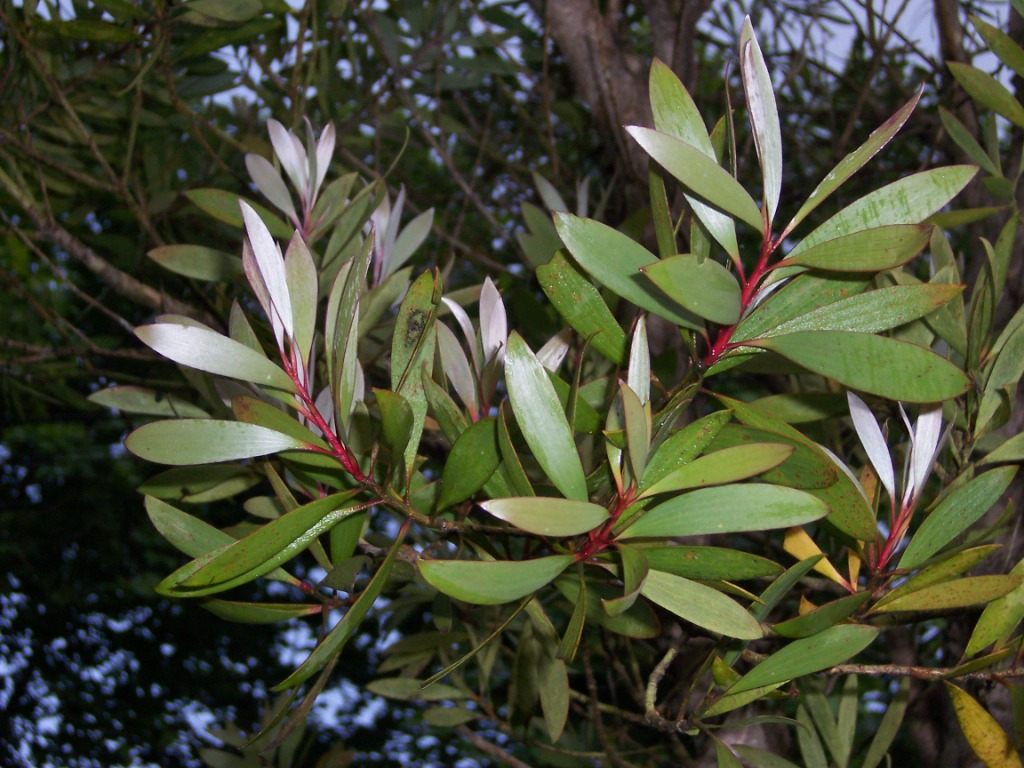
Melaleuca quinquenervia (чайное дерево, листья)
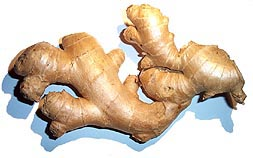
Корни имбиря
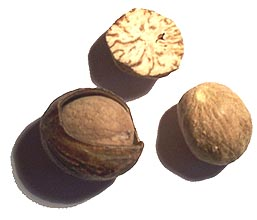
Мускатный орех
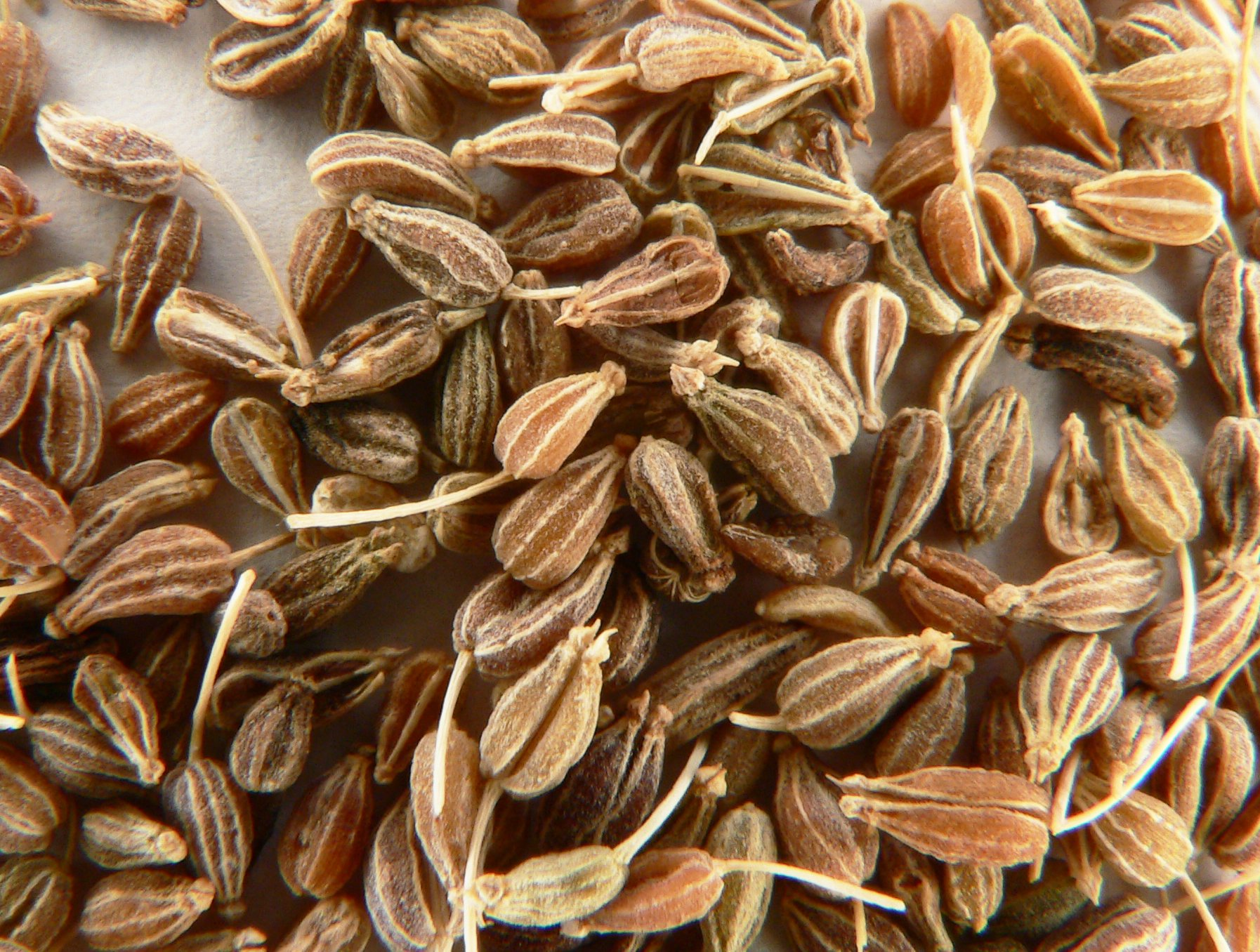
Анис
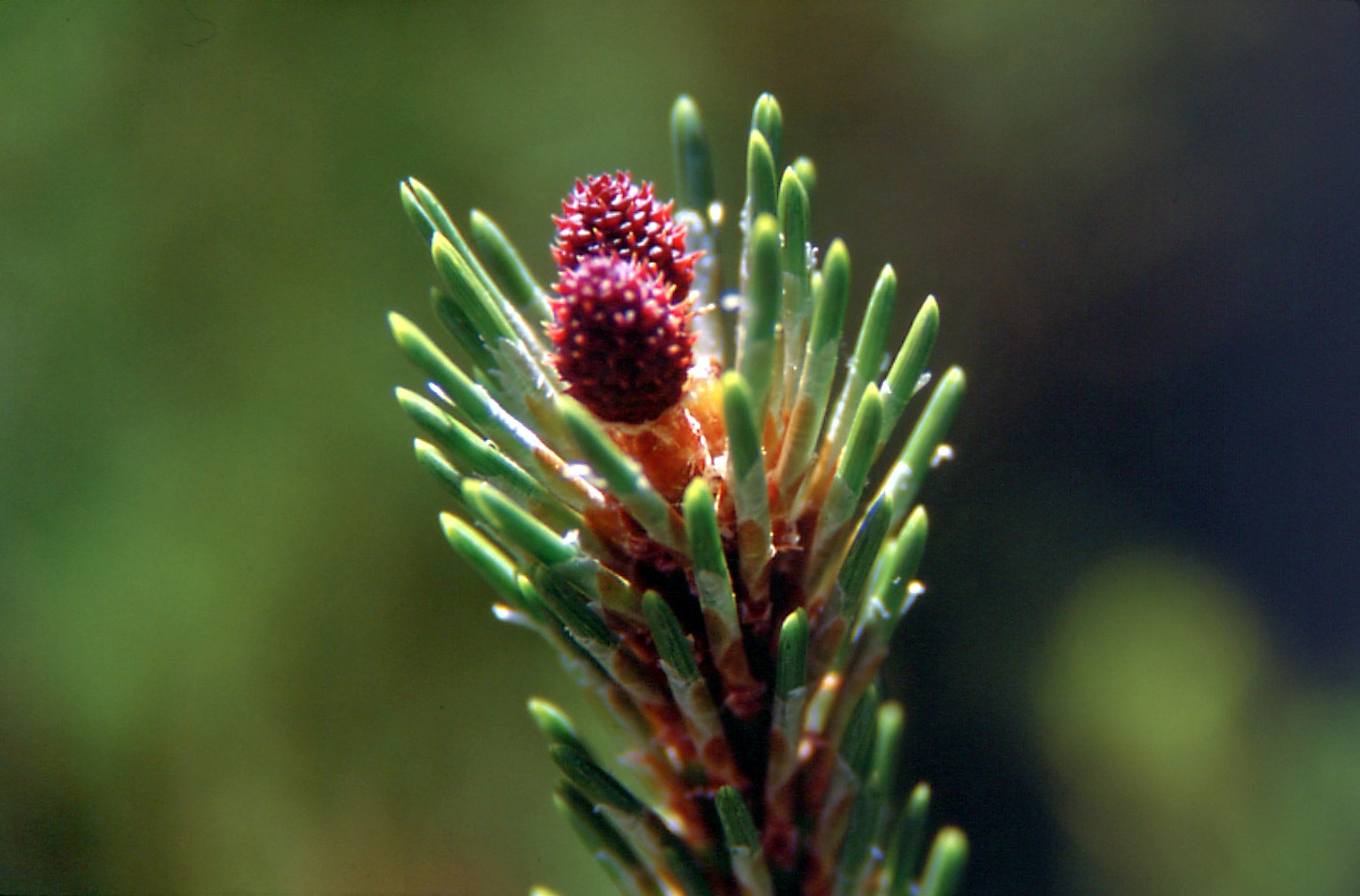
Ель Pinus mugo
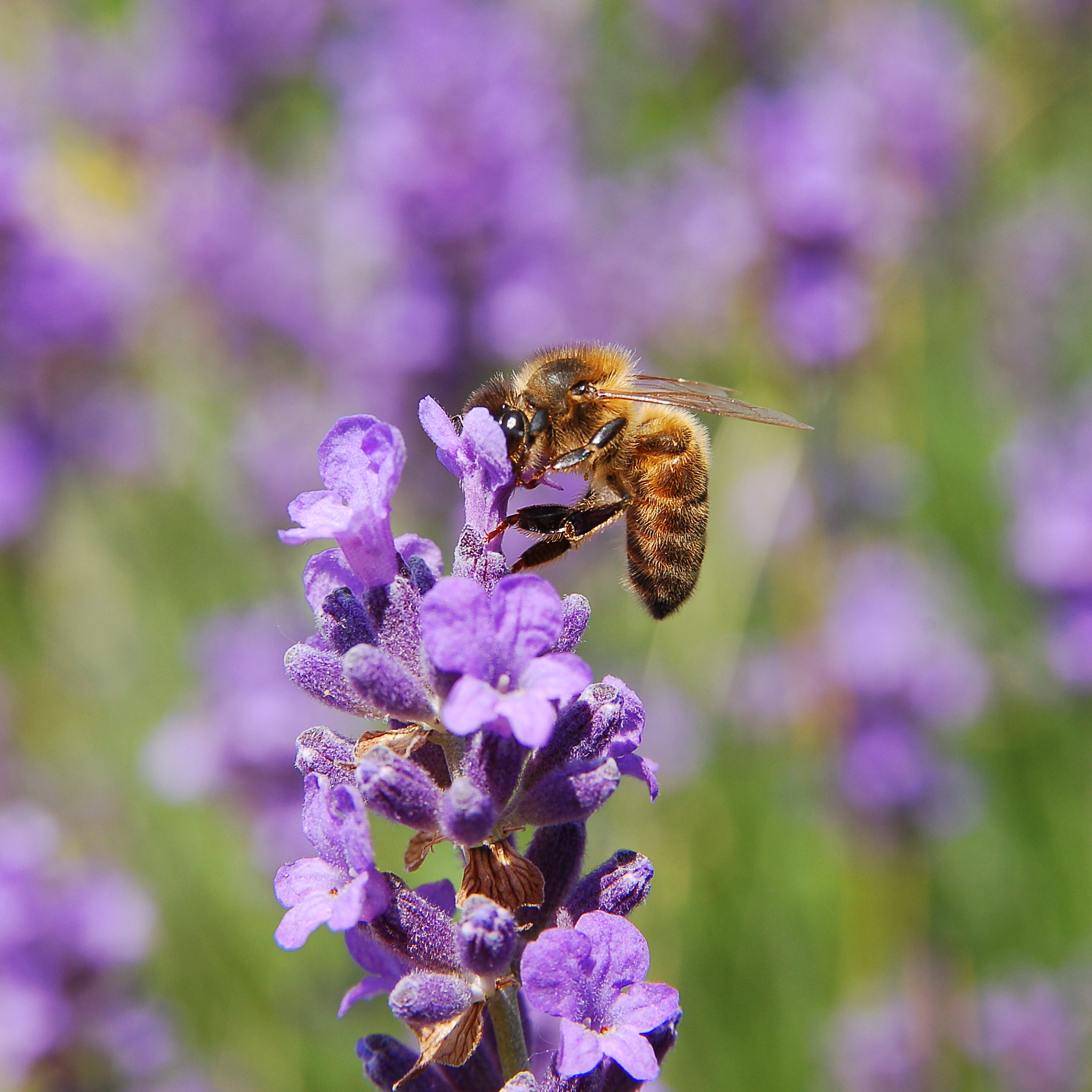
Лаванда
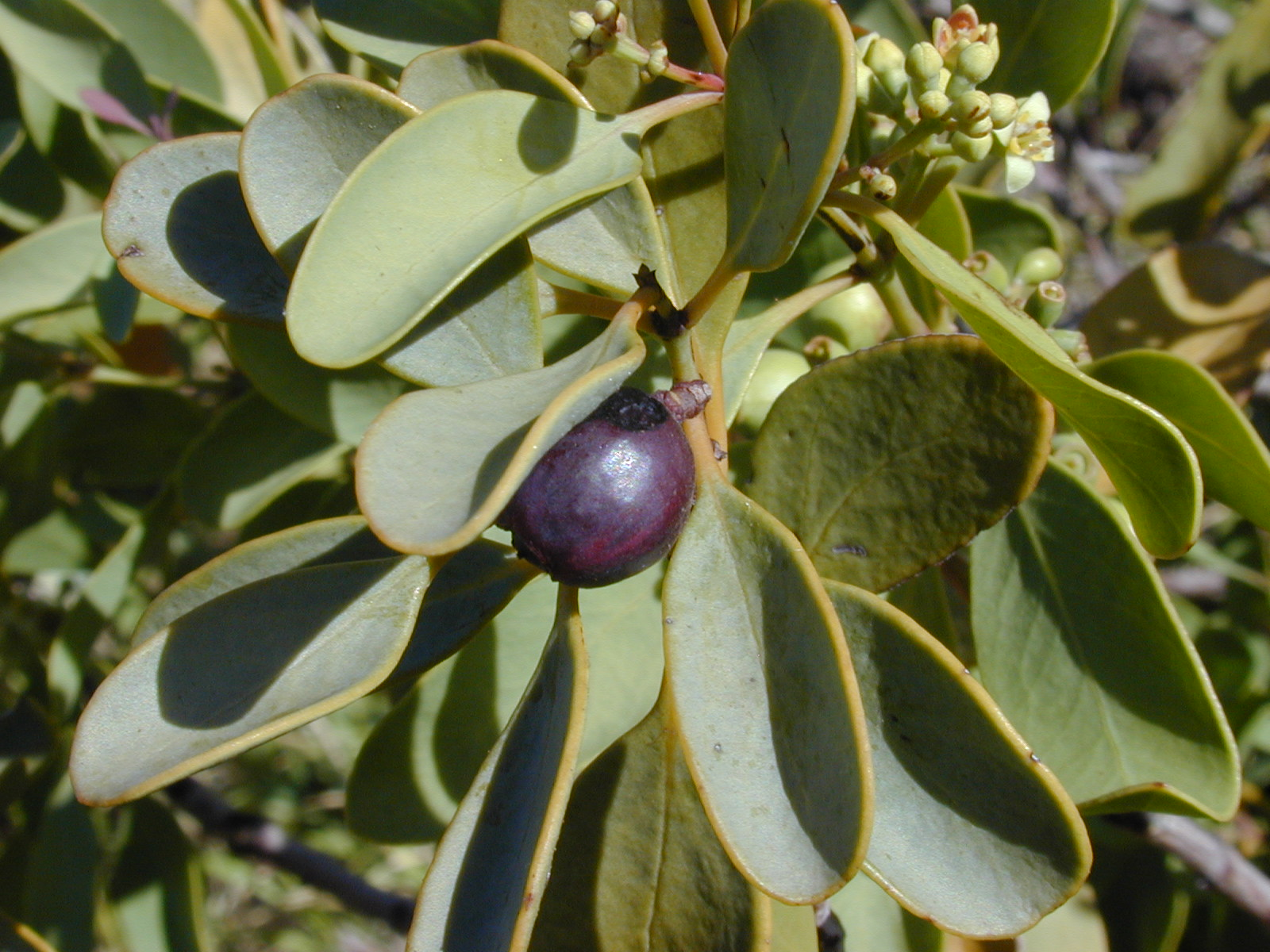
Santalum ellipticum
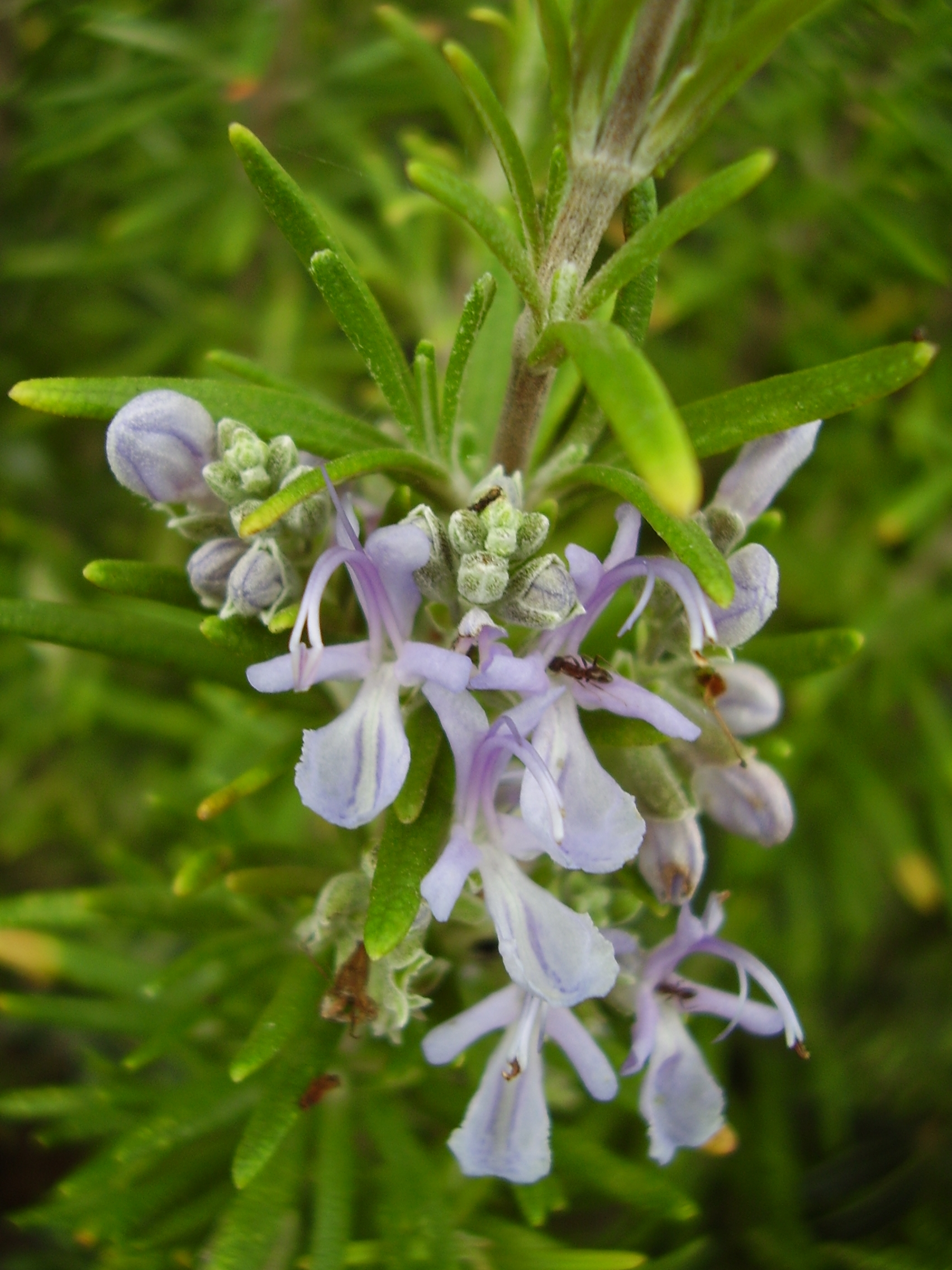
Розмарин
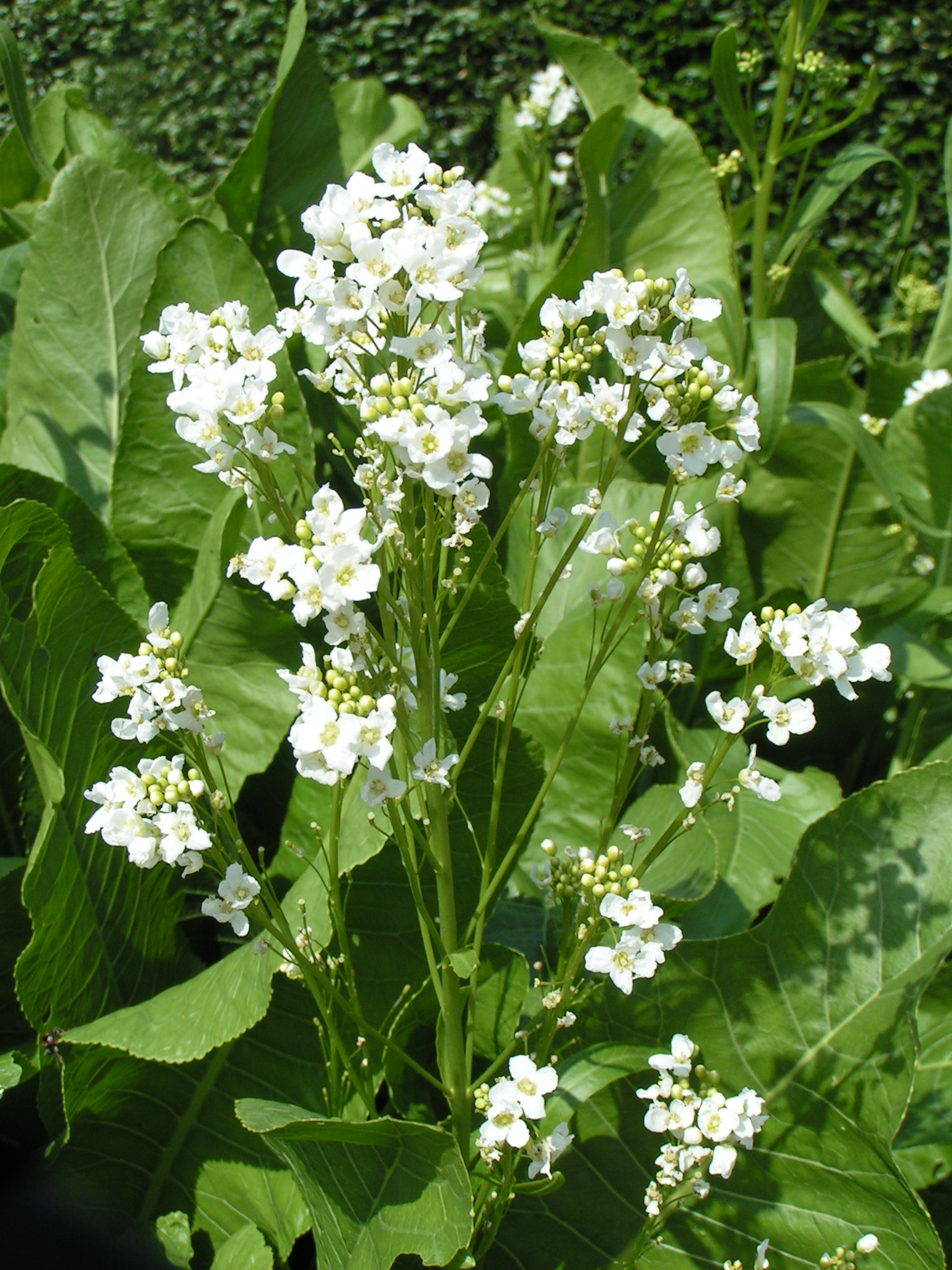
Хрен
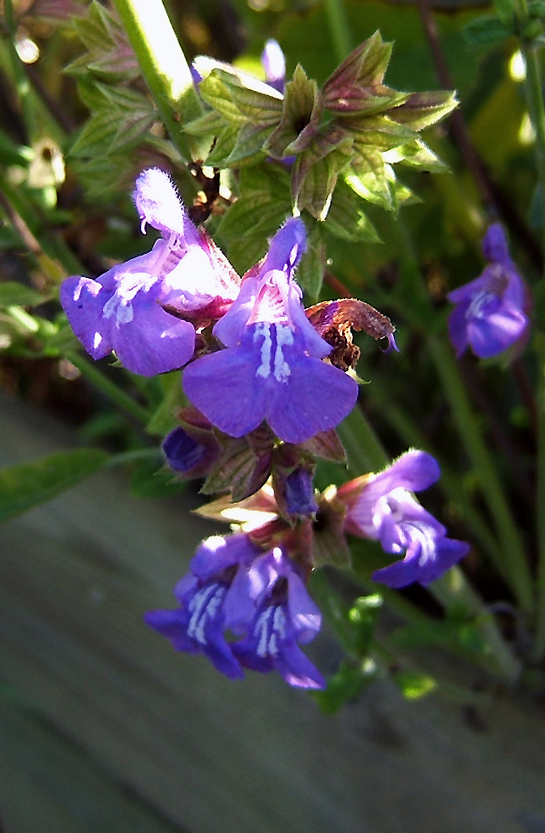
Шалфей

### Локализация эфирных масел в растительном сырье
Эфирные масла образуются во всех частях растений, но количественное распределение их по частям растения обычно неодинаково. Листья, цветки, почки, плоды, корни и корневища являются в большинстве случаев местом наибольшего накопления эфирных масел.
Содержание эфирных масел для различных растений может составлять от тысячных долей процента до 5-6 %, а для некоторых видов сырья, например, бутонов гвоздичного дерева — около 20 %.
В живых тканях растений эфирные масла могут быть рассеяны диффузно по всем клеткам ткани в растворённом или эмульгированном состоянии в цитоплазме или клеточном соке, однако чаще всего они накапливаются в особых образованиях, обнаруживаемых под микроскопом.
Различают экзогенные и эндогенные выделительные структуры.
Экзогенные образования развиваются в эпидермальной ткани и представляют собой железистые «пятна», железистые волоски и эфирномасличные желёзки. Железистые пятна — простейшие выделительные образования. Это мелкокапельные скопления эфирных масел сразу под кутикулой эпидермы, вызывающие отслаивание (вздутие) кутикулы. Эфирное масло вырабатывается отдельными группами выделительных клеток — «пятнами», — разбросанными в эпидермальной ткани. Такая локализация эфирных масел наблюдается в лепестках розы, ландыша, в листьях некоторых растений, в эпидермисе кроющих чешуй почек тополя и др.
Железистые волоски состоят из одноклеточной или чаще многоклеточной «ножки» и «головки» шаровидной или овальной формы, которая образована одной или несколькими выделительными клетками.
Эфиромасличные желёзки могут быть различного строения. Все они имеют очень короткую ножку и многоклеточные головки с разным количеством и расположением составляющих их железистых (выделительных) клеток. Так, например, у видов семейства ясноткоцветных головка чаще всего образована восемью клетками, расположенными в виде розетки — «ромашки». По мере образования эфирного та общая кутикула этих клеток вздувается куполообразно, образуя резервуар с эфирным маслом. Желёзки растений семейства астровых состоят из нескольких, чаще всего из четырёх, вертикально расположенных рядов клеток, по две клетки в каждом, причём верхние клетки функционируют в качестве выделительных, а нижележащие содержат хлоропласты и являются ассимилирующими клетками. Эндогенные образования развиваются в паренхимных тканях. К ним относятся секреторные клетки, вместилища и эфиромасличные канальцы (ходы).
Секреторные клетки могут встречаться одиночно (клетки-идиобласты) или же образуют в паренхиме слои. Клеточные стенки склонны к опробковению. Одиночные клетки имеются, например, в корневище аира, в паренхиме которого в месте соприкосновения нескольких (3-4) клеток располагается одна секреторная клетка. Типичным примером являются корневища валерианы, в слое гиподермы которой локализуются секреторные клетки. В случае, если эфирное масло состоит из веществ, растворённых в клеточном соке или цитоплазме, эфиромасличность клеток может быть обнаружена только в ходе гистохимических реакций (судан III и другие реактивы).
Вместилища эфирных масел — специальные образования в различных органах растений, в которых накапливаются эфирные масла.
Вместилища представляют собой круглые или овальные полости, встречающиеся в мезофилле листа, кожуре плодов цитрусовых, в коре и древесине некоторых растений. Вместилища образуются двояким путём — схизогенным и схизолизигенным. При схизогенном формировании вместилища в межклетники «изливаются» выделения прилегающих продуцирующих клеток, которые тем самым становятся вместилищем и эфирного масла. Межклеточное пространство далее расширяется и увеличивается в объёме за счёт «раздвигания» клеток. При схизолизигенном формировании вместилищ начальные этапы его образования сходны с описанными выше, но затем окружающие полость клетки разрушаются, в результате чего вся полость увеличивается в объёме. Функцию секреторных клеток взамен лизированных (растворённых) приобретают клетки, примыкающие к полости вместилища.
Вместилища, имеющие вытянутую форму, называются эфиромасличными канальцами, которые, как и типичные вместилища, образуются схизогенно или схизолизигенно.
Секреторные образования в некоторой степени могут служить систематическим признаком. У многих хвойных они представлены в виде ходов, расположенных во всех частях растения и выделяющих эфирные масла и смолу. Среди однодольных секреторные образования встречаются у семейств Ароидные, Ирисовые, Имбирные (секреторные клетки). Весьма разнообразно представлены выделительные структуры у двудольных. Существуют семейства, которые содержат только секреторные клетки (например, представители семейства Перечные). Вместилища, разные по происхождению, имеются у видов многих семейств — Рутовые, Миртовые, Зверобойные и др. Канальцы с эфирными маслами типичны для плодов Зонтичных. Ходы и вместилища встречаются у Зверобойных. Исключительно велико разнообразие железистых волосков и желёзок, которые порознь или при совместном сочетании могут характеризовать отдельные семейства, например, Ясноткоцветные, Астровые, Валериановые.
Характер секреторных образований, их количество и размеры неразрывно связаны с количеством образующихся в растениях эфирных масел. В сырье растений, имеющих экзогенные образования, большее количество эфирного масла получают из желёзок, а не из железистых волосков. Растения порядка Ясноткоцветные более богаты эфирным маслом, по сравнению с видами семейства Астровые, поскольку в первом случае эфирное масло продуцируется всеми 8 выделительными клетками, а во втором — из 8 клеток продуцирующими являются только 2 верхние.

### Физиологическое значение эфирных масел растений
Эфирные масла широко распространены в растительном мире, и их роль весьма велика. К важнейшим физиологическим функциям относятся следующие:
1. Эфирные масла являются активными метаболитами обменных процессов, протекающих в растительном организме. В пользу этого суждения свидетельствует высокая реакционная способность терпеноидных и ароматических соединений, являющихся основными компонентами эфирных масел.
2. Эфирные масла при испарении окутывают растение своеобразной «подушкой», уменьшая теплопроницаемость воздуха, что способствует предохранению растения от чрезмерного нагревания днём и переохлаждения ночью, а также регуляции транспирации.
3. Запахи растений служат для привлечения опылителей-насекомых, что способствует опылению цветков.
4. Эфирные масла могут препятствовать заражению патогенными грибами и бактериями, а также защищать растения от поедания животными.

## Биологическая активность
Эфирные масла различных растений демонстрируют широкий спектр антимикробной активности in vitro против бактерий, грибов, вирусов и гельминтов. Несмотря на перспективность данных in vitro, необходимы дальнейшие исследования, включая клинические, для оценки эффективности и безопасности применения эфирных масел в медицине.

### Антибактериальная активность
Масло корицы высокоэффективно против кишечной палочки и Trueperella spp., синергично действуя в сочетании с другими маслами. Кишечная палочка также чувствительна к маслам лемонграсса, литсеи, мяты, гвоздики, базилика и герани. Масла корицы и гвоздики, по отдельности и в комбинации, ингибируют рост сальмонелл. Стафилококки чувствительны к маслам шалфея и душицы. Масла гвоздики и лемонграсса эффективны против ряда кишечных грамположительных и грамотрицательных бактерий. Масла тимьяна и душицы активны против кишечной палочки и энтерококков.
Масла тимьяна, тимьяна ползучего, душицы обыкновенной, перуанского перца и мяты перечной показали антимикробную активность на животных. Исследования in vitro и in vivo выявили их эффективность против грибковых инфекций (включая отиты у собак и дерматофитозы у кошек), насекомых (блох) и гельминтов (нематод). Комбинации экстрактов также продемонстрировали эффективность in vivo.

### Противогрибковая активность
Масла душицы и розмарина обладают высокой активностью против различных грибков. Виды Candida чувствительны к маслам шалфея, розмарина и тимьяна. Душица активна против аспергилл и Botrytis cinerea. Розмарин замедляет рост Trichosporon spp., а в сочетании с душицей — Rhodotorula spp. Комбинация масел куркумы и имбиря эффективна против дерматофитов. Масла лемонграсса, душицы, корицы, гвоздики и другие активны против дрожжей Malassezia pachydermatis.

### Противовирусная активность
Масло лавра активно против коронавирусов и вируса простого герпеса. Масла герани и лимона ингибируют ангиотензинпревращающий фермент 2 (ACE2), что потенциально может ограничить проникновение некоторых вирусов в клетки. Цитрусовые масла и масло розмарина снижают вирусную нагрузку вируса гепатита A.

### Антигельминтная активность
Масла лаванды, ромашки и лайма ингибируют вылупление яиц и развитие личинок нематоды Haemonchus contortus.

### Антиоксидантное действие
Добавление смеси эфирных масел и витамина Е в рацион собак повышало системный антиоксидантный статус. Эфирное масло душицы обыкновенной (Origanum vulgare) снижало токсическое воздействие афлатоксина B1 у кроликов, демонстрируя антиоксидантное, противовоспалительное и защитное действие на ДНК. 

### Влияние на поведение
Розмарин (Rosmarinus officinalis) и мята перечная (Mentha piperita) стимулировали двигательную активность у собак, содержащихся в условиях приюта. Кошачья мята (Nepeta cataria) индуцировала специфическое игровое поведение у кошек.

### Прочие эффекты
Комбинации экстрактов растений и полиненасыщенных жирных кислот показали эффективность в лечении кожных заболеваний, таких как атопический дерматит у собак, уменьшая зуд и кожные поражения. Гели на основе экстрактов тимьяна, ментола и антиоксидантов продемонстрировали положительное влияние на устранение неприятного запаха из пасти у собак. Исследования проводились in vivo.
Добавление эфирного масла душицы обыкновенной (Origanum vulgare) и дрожжевой клеточной стенки в рацион собак привело к изменению состава кишечной микробиоты. Исследования показали увеличение разнообразия микрофлоры и снижение концентрации метаболитов ферментации.

## Производство эфирных масел
Мировое производство эфирных масел в связи с сокращением сырьевой базы и вытеснением эфирных масел продуктами органического синтеза постепенно сокращается. Наиболее крупнотоннажные продукты — скипидар, за ним следуют эфирные масла апельсина, лимона, мяты.
Получение эфирных масел
Так как эфирные масла хорошо растворимы в спиртах, жирах и других органических соединениях, эти свойства часто используют при их получении.
Основными методами экстракции эфирных масел являются: дистилляция, холодное прессование, мацерация или анфлераж и экстракция растворителями.

### Метод перегонки с водой
Самый старый способ получения эфирных масел из растительного сырья основан на физическом законе парциального давления Дальтона — Рауля, в соответствии с которым две несмешивающиеся жидкости, нагреваемые вместе, закипают при температуре ниже температуры кипения каждой жидкости в отдельности, и на свойствах эфирного масла — летучести и практической нерастворимости в воде. Пары воды из парообразователя, проходя через растительный материал, увлекают летучее эфирное масло, которое конденсируется в холодильнике и собирается в приёмнике. Температура кипения отдельных компонентов эфирных масел колеблется от 150 до 350 °C. Например, пинен кипит при 160 °C, лимонен — при 177 °C, гераниол — при 229 °C, тимол — при 233 °C . Однако все эти вещества как компоненты эфирного масла в присутствии водяного пара перегоняются при температуре ниже 100 °C. Так, смесь скипидара и воды в условиях атмосферного давления будет перегоняться при 95,5 °C (вместо 160 °C для пинена — основного компонента скипидара). Следовательно, в данных условиях парциальное давление паров смеси достигает атмосферного давления (условие кипения) ещё до кипения воды. Этот метод требует менее сложной аппаратуры, но даёт меньший выход масла, качество которого может снижаться за счёт перегрева сырья.

### Метод перегонки с водяным паром
Наиболее распространённый промышленный способ получения эфирных масел, которые в основном предназначены для применения в медицинской практике, хотя используются также в парфюмерной и пищевой промышленности.

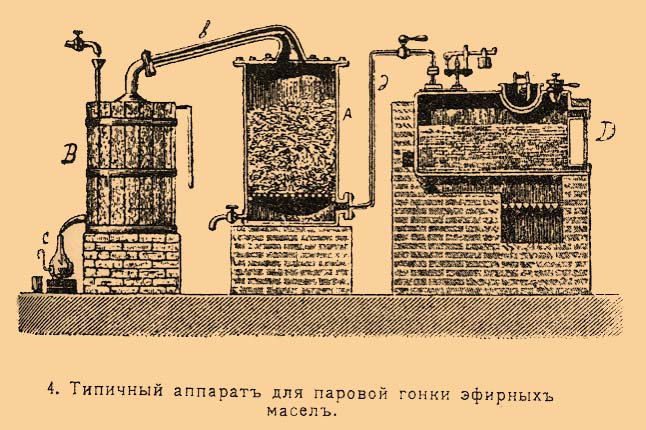
«Типичный аппарат для паровой гонки эфирных масел»
(рис. из «ЭСБЕ»)

Метод перегонки эфирного масла с водяным паром из растительного сырья также основан на физическом законе парциального давления Дальтона — Ренье. Его используют в тех случаях, когда содержание эфирного масла в сырье достаточно высокое, а температура перегонки (около 100 °C) не отражается на его качестве. Перегонку с водяным паром осуществляют в перегонных кубах или в непрерывно действующих перегонных аппаратах. Перегонные кубы представляют собой периодически действующие установки, состоящие из перегонного куба, конденсатора и приёмника; куб имеет двойную рубашку, в которой циркулирует пар, предохраняющий куб от охлаждения. На днище куба располагается перфорированный змеевик, через который поступает пар для перегонки масла. Куб закрывается крышкой, которая посредством пароотводной трубки соединяется с конденсатором. Приёмником служат так называемые флорентийские склянки со сливными трубками. Они устроены так, что если масло легче воды, то оно собирается слоем сверху, при этом вода вытекает через сливную трубку, которая укрепляется в тубусе у днища склянки. Если эфирное масло тяжелее воды, то оно опускается на дно, а воду удаляют через трубку, укреплённую в верхней части склянки. Сырьё загружают в куб на ложное дно. Через вентиль и змеевик в куб впускают пар, который, проходя через растительную массу, увлекает с собой эфирное масло. В тех случаях, когда погонные воды содержат в растворённом или эмульгированном состоянии много ценного эфирного масла (например, при получении розового масла), оно выделяется путём вторичной дистилляции отгонных вод. При этом с первыми же порциями воды отгоняется большая часть удержанного масла.
Для переработки больших количеств сырья применяют непрерывно действующие перегонные аппараты. Перегонка с водяным паром может проводиться не только при атмосферном давлении, но и под давлением с перегретым паром. В этом случае соотношение воды и эфирного масла выгодно меняется в пользу увеличения перегоняемого масла. Это объясняется тем, что уменьшение упругости паров воды идёт непропорционально изменению упругости паров эфирного масла.
Перегонка при пониженном давлении позволяет снизить температуру перегонки и тем самым сохранить составные части эфирных масел в неизменном виде. Во всех случаях перегонки эфирных масел с водяным паром получается дистиллят, который собирается в приёмник и отстаивается. Эфирные масла с плотностью меньше единицы собираются в верхней части приёмника над водой. В случае перегонки эфирных масел с плотностью больше единицы они собираются под водой.
Перегонку эфирных масел производят как из свежего, так и из высушенного материала. Однако не все виды эфиромасличных растений можно высушивать, некоторые из них (лаванда, роза, мелисса лекарственная, мята перечная и др.) требуют перегонки в свежем виде, так как сушка сырья данных видов приводит к значительным потерям эфирного масла и, следовательно, к уменьшению его выхода при перегонке с водяным паром.
С целью повышения выхода эфирного масла из растительного сырья применяют так называемый приём высаливания, то есть добавления какой-либо соли (хлорид натрия и др.) в дистилляционные воды. При этом соль вытесняет капельки эфирного масла из межмолекулярного пространства растворителя (воды). С целью полного извлечения эфирного масла из дистиллята последний обрабатывают низкокипящим органическим растворителем (гексан, диэтиловый эфир) и после удаления растворителя получают эфирное масло.

### Холодное прессование
Этот метод применяют при производстве эфирных масел из плодов цитрусовых (лимона, грейпфрута, бергамота). Это связано с тем, что эфирные масла локализуются в крупных вместилищах кожуры плодов, что позволяет получать их прессованием. Прессование проводят на гидравлических прессах, воздействуя на кожуру, оставшуюся после отжатия сока из плодов. Для этого кожуру предварительно пропускают через зубчатые вальцы. Оставшееся (до 30 %) в кожуре эфирное масло извлекают далее перегонкой. Ранее кожуру плодов отжимали вручную.

### Мацерация и анфлераж
Метод основан на том, что выделяющееся эфирное масло из собранного сырья (преимущественно из цветков, например, лепестков розы) поглощается сорбентами (твёрдые жиры, активированный уголь и др.). Этот процесс проводится в специальных рамах, герметично собираемых по 30—40 штук (одна на другую) в батарею. При работе с твёрдыми жирами на обе стороны стекла (рамы) наносят жировой сорбент (смесь свиного и говяжьего жира и др.) слоем 3—5 мм. Цветки раскладывают поверх сорбента толщиной до 3 см и оставляют на 48—72 часа. По истечении этого срока сырьё удаляют и на рамы помещают свежее сырьё. Такую операцию повторяют многократно (до 30 раз), пока сорбенты не будут насыщены эфирным маслом. При этом отработанное сырьё, содержащее ещё некоторое количество эфирного масла (преимущественно тяжёлые фракции), дополнительно перерабатывают экстракцией или перегонкой с водяным паром.
Затем жир, насыщенный эфирным маслом, снимают со стекла, и из полученной помады эфирное масло экстрагируют спиртом, спиртовое извлечение вымораживают и фильтрацией удаляют из него выпавшие примеси (жиры и др.). Спирт отгоняют под вакуумом и получают чистое эфирное масло.
При использовании в качестве сорбента активированного угля сырьё (цветки) помещают в камеру на сетки, после чего камеру герметически закрывают и через неё продувают сильный ток влажного воздуха, уносящего с собой пары эфирного масла, выделяемого цветками. Масло из воздуха поглощается активированным углём, лучше всего марки БАУ (берёзовый активированный уголь), находящимся в адсорбере, который установлен над камерой. Активированный уголь после его насыщения эфирным маслом выгружают из адсорбера, подвергают элюированию этиловым эфиром и после отгонки растворителя получают эфирное масло.

### Экстракция селективными растворителями
Эфирные масла растворяются во многих легко летучих органических растворителях (гексан, петролейный эфир, хлороформ, диэтиловый эфир). Это свойство используется в тех случаях, когда, с одной стороны, компоненты эфирных масел термолабильны и подвергаются разрушению при перегонке с водяным паром, а с другой — нет необходимости достижения высокой степени очистки (в случае применения в парфюмерной или пищевой промышленности). Экстракция заключается в том, что сырьё в специальных экстракторах подвергают извлечению петролейным эфиром или другим экстрагентом. Затем экстрагент отгоняют, и после удаления растворителя полученное эфирное масло представляет собой «смолку» (так называемую отдушку, или «пахучий воск»), держащую примеси липофильных веществ (стерины, хлорофилл, каротиноиды и другие жирорастворимые витамины).
В последнее время экстракция эфирных масел стала производиться также сжиженными газами (углекислота, хладон-12 и др.), однако этот метод требует наличия соответствующего оборудования, выдерживающего высокое давление (до 200 атм.). С помощью этого метода эфиромасличной промышленностью перерабатываются гвоздика, хмель, лаванда, ромашка аптечная, имбирь и др.

## Стандартизация эфирных масел
В зависимости от сферы применения эфирных масел они имеют разные характеристики, и к ним применяются соответствующие требования, отражённые в стандартах, технических условиях и др. документах. Для эфирных масел, используемых в производстве лекарств, сборником стандартов является Фармакопея. Т. н. «therapeutic grade» продукты, распространённые на Западе, не имеют формального стандартного описания — декларируется лишь то, что в их производстве не использовались синтетические пестициды и удобрения.

## Классификация эфирных масел по химическому составу
- Бескислородные или терпены (терпинное, лавандовое, можжевеловое, аирное, розмариновое, померанцевое).
- Содержащие кислород (анисовое, укропное, тминное, гвоздичное, мятное).
- Содержащие серу (чесночное, горчичное, луковое).

## Применение эфирных масел
- пищевые ароматизаторы (пищевые, вкусовые добавки)[1];
- медицинские препараты, лекарственные средства[1];
- компоненты парфюмерных и косметических средств (косметология)[1][3];
- ароматерапия[3];
- как растворители и др[2].

Эфирные масла применяются преимущественно для ароматизации пищевых продуктов, напитков, изделий бытовой химии/гигиены, в фармацевтической промышленности, в медицине и ароматерапии, а также как растворители (скипидар). Ароматерапия подразумевает не только лечение ароматами, но их применение в соответствии с правилами фармакотерапии, так же, как применение других лекарственных средств.
Наибольшее применение имеют эфирные масла цитрусовых, мятное эфирное масло, эфирное масло иланг-иланг и скипидары, полученные из хвойных деревьев.
Ароматерапия может быть полезна, чтобы вызвать расслабление, но нет достаточных доказательств того, что эфирные масла могут эффективно лечить любое состояние. Научные исследования показывают, что эфирные масла не могут лечить какие-либо хронические (и все прочие) заболевания.

Попадая в рот и раздражая нервные окончания, эфирные масла действуют через нервную систему на желудок, вызывая усиление секреции желудочного сока, секрета поджелудочной железы и жёлчи, то есть тех соков и ферментов, что в основном осуществляют процесс переваривания и усваивания пищи. Тем самым они действуют на аппетит, нормальное, здоровое потребление пищи, что и достигается вкусовыми приправами к блюдам, консервам и т. п (укроп, петрушка, тмин, кориандр, и многие другие).
Эфирные масла действуют и на мочевыделительные органы. Объясняют это тем, что лекарства с чабрецом или чистый тимол (из масла тимьяна) или другие диуретические лекарства с эфирными маслами расширяют сосуды фильтрующей системы почек (нефронов) и делают их легче проницаемыми. Важными лекарствами с таким действием являются «ягоды» можжевельника, корни петрушки, семян или листьев любистока.
В целом эфирные масла являются важными составляющими в лекарственных препаратах для очищения лёгких от мокроты, конкрементов почек, жёлчного пузыря и других патологических образований, проявляют спазмолитическое действие на мышцы кишечника, ускоряя пищеварение. Они также улучшают выделение молока у матерей-кормилиц. Некоторые эфирные масла, например, мятное, имеют чёткое желчегонное действие и применяются при воспалениях жёлчного пузыря и при желтухах.
Вместе с тем злоупотреблять эфирными маслами нельзя. Они могут повлечь значительный вред при менструациях и беременности вследствие приливов крови (вплоть до аборта).
И, наконец, эфирные масла проявляют чёткое статическое действие на бактерии, особенно на такие, что имеют пропитанную жироподобными веществами оболочку и потому очень устойчивые к другим дезинфекционным средствам (стафилококк). Окуривание эфирными маслами применяется для дезинфекции помещений, одежды и кожи. Поскольку эфирные масла в основном имеют приятный для человека запах, такое мероприятие способствует повышению самочувствия (см. Благовония).

## Качество и фальсификация эфирных масел
Под фальсификацией натуральных эфирных масел следует понимать умышленное изменение состава натурального эфирного масла с корыстной целью путем подмешивания различных добавок или частичного извлечения наиболее ценных компонентов эфирного масла при сохранении видимости товарного качества продукта. Многие производители с целью получения выгоды заменяют компоненты эфирного масла синтетическими душистыми веществами, добавляют наполнители для увеличения объема продукта, используют синтетические примеси.
Контроль качества эфирных масел необходим для обеспечения их безопасного использования, а также для выявления фальсификаций и мошенничества. К сожалению, фальсификация эфирных масел не является редкостью. Эфирные масла часто фальсифицируются путем добавления более дешевых эфирных масел (например, сладкий апельсин, добавленный к горькому апельсину, кукурузная мята, добавленная к мяте перечной, или лавандин, добавленный к лаванде) или путем добавления дешевых синтетических материалов (например, синтетический линалоол и линалилацетат, добавленные к эфирному маслу бергамота). Этот тип фальсификации может быть довольно легко обнаружен путем хроматографического определения процентного содержания основных компонентов. Более того, поскольку биосинтез в растениях осуществляется стереохимически, а терпены/терпеноиды, как правило, представляют собой хиральные соединения со специфическим энантиомерным составом, то хиральные маркерные соединения становятся чувствительной диагностикой для обнаружения фальсификации эфирных масел путем добавления синтетических летучих соединений. Поэтому энантиомерное распознавание также необходимо для улучшения контроля качества и выявления мошенничества и фальсификации эфирных масел путем добавления дешевых синтетических материалов или летучих веществ из других источников.
Разбавление растительными маслами, приводящее к уменьшению интенсивности запаха, является еще одним видом фальсификации эфирных масел. Растительные масла выбираются для разбавления эфирных масел, так как они относительно дешевы и имеют плотность и текстуру, аналогичные таковым у эфирных масел. Разбавление влияет на сенсорные и биологические свойства эфирных масел, и по своей сути является коммерческим мошенничеством.
В России сложилась парадоксальная ситуация, когда в аптеках продаются фальсифицированные эфирные масла. Так, исследования различных эфирных масел популярных брендов, таких как «Спивак», «Натуральные масла», «Лексус», «Сибирь намедойл», «Миролла», «Олеос» представленных в аптеках, выявило, что эти масла содержат высокий процент различных синтетических растворителей, таких как пропиленгликоль, диэтилфталат, изопропилмиристат, изоборнил ацетат. Отмеченные особенности компонентных составов позволяют сделать предположение о фальсификации образцов эфирных масел с добавлением фиксаторов, ароматизаторов, отдельных недорогих компонентов, присущих эфирным маслам, в результате чего применение фальсифицированных эфирных масел повышает их опасность для здоровья человека и такие масла лишены терапевтических свойств..

## Меры безопасности
Следует учитывать, что эфирные масла оказывают очень мощный эффект и требуют осторожного обращения. В частности, нельзя наносить эфирное масло на кожу в чистом виде — его нужно предварительно разбавить базовым маслом. После контакта с маслом необходимо немедленно очистить кожу. Приём эфирного масла внутрь может вызвать сильное отравление. Эфирные масла необходимо хранить в местах, недоступных для детей и животных. Следует беречь глаза от попадания эфирных масел. В случае попадания в глаза или слизистую эфирного масла необходимо немедленно промыть их большим количеством масла, а не воды, так как эфирные масла активируются водой и не все с одинаковой силой, и обратиться к врачу.
Эфирные масла следует приобретать только в проверенных и надёжных источниках, перед применением нужно убедиться в соответствии содержимого этикетке, следовать прилагаемой инструкции.

### В промышленности
Эфирные масла — летучие и горючие вещества с низкой температурой воспламенения. Следует избегать вдыхания паров и контакта с кожей при фасовке (кроме случаев специального терапевтического назначения в медицине и ароматерапии, умеренного использования парфюмерных продуктов).
Промышленное применение эфирных масел, как и других веществ, следует осуществлять в соответствии с требованиями Паспортов безопасности (соответствует английскому термину material safety data sheet — MSDS).

### В продуктах питания и лекарственных средствах
Внутреннее применение эфирных масел обычно допустимо только в составе пищевых продуктов (напитки, кондитерские изделия), или в специальных фармацевтических препаратах (валидол, укропная вода).

### В быту
При неполном сгорании ароматических веществ (ароматические палочки, курильницы, ладанки, свечи, при курении и т. д.) в ряде случаев возможно образование вредных веществ, в том числе некоторых канцерогенов, таких, как полициклические ароматические углеводороды (ПАУ) и др.

### Сведения о токсичности
Токсичность большинства эфирных масел и многих их компонентов в чистом виде обычно имеет значения, близкие к LD50 0,5—10 г/кг.
Предварительные исследования эфирного масла мяты перечной на овцах не выявили негативного влияния на поведение, гематологические показатели, а также функции печени и почек. Аналогичные результаты получены для эфирного масла лемонграсса и инкапсулированной комбинации анетола и карвона при пероральном применении у овец и ягнят соответственно. Несмотря на это, данные о безопасности применения эфирных масел для разных видов животных ограничены. Отмечается, что даже пестициды растительного происхождения с минимальным риском, не зарегистрированные в Агентстве по охране окружающей среды (EPA), могут вызывать побочные эффекты у собак и кошек. Индивидуальная чувствительность животных к эфирным маслам может варьироваться.
Пользоваться эфирными маслами в период беременности надо очень осторожно, так как некоторые из них обладают абортивным действием и могут спровоцировать выкидыш. Применение в косметических целях в неразбавленном виде может вызвать ожог кожи.